# Laurids Fogtman
Laurids Fogtman (født 3. januar 1748 i Fole, død 2. oktober 1821 i Varde) var en dansk jurist.
Laurids Fogtman, også kendt som Reskriptsamleren var en søn af bondeskrædder og fæstehusmand Evert Lauridsen og Anna Kirstine Vodders; hans efternavn er dannet efter en mødrene slægtnings navn.
Som 10-årig blev han sendt til en fæstemøllers mølle, men blev året efter skoleholder i sin hjemby. Han tjente derefter hos Hans Adolf Brorson som skriver på Ribe Bispekontor, men virkede i sit øvrige liv i Varde, hvor han først var hospitalsforstander og kirkeværge, og 1781 blev byskriver efter samme år at have taget juridisk eksamen for ustuderede (exam.jur.). I 1787 blev Fogtman byfoged og i forbindelse dermed herredsfoged i Nørre-, Øster- og Vesterherreder, hvor han 1781 og 1782 var blevet retsskriver. Han blev for sit store reskriptsamlingskatalog, i 1807 anerkendt af den senere Frederik den 6. (der regerede som kronprins i sin faders Christian den 7.'s sted) med et brev der kunne yde assistance i yderlig research.
Fogtman blev Virkelig Kancelliråd 1805 og Virkelig Justitsråd ved sin afskedigelse 1814.
Han var gift med Catharine Steenbeck (født Brorson) (født 1753 – død 5. september 1836),  der var yngste datter af biskop i Ribe Hans Adolf Brorson.

## Reskriptsamlingen
Med utrættelig flid og omhu udarbejdede Fogtmann flere samlinger af retsbestemmelser og kommenterede lovsamlinger, af hvilke den vigtigste er Samlingen af kgl. Reskripter, Resolutioner og Kollegialbreve, udtogsvis og i kronologisk Orden, for Tiden fra 1660 til 1812, udgivet af Fogtman fra 1786 til hans død, der indtrådte 2. oktober 1821. Denne samling, der senere er fortsat af Tage Algreen-Ussing og flere og endnu stadig benyttes som hovedkilde (Reskriptsamlingen), er i det hele meget forstandig ekstraheret og ordnet og må i alt væsentligt anses for pålidelig, uagtet Fogtmans ophold i en fjern provinsby kun for en mindre del tillod ham personlig at tilvejebringe materialet.